# 월간 선데이 제넥스
《월간 선데이 제넥스》(月刊サンデージェネックス 겟칸 산데 제넷쿠스[*])는 쇼가쿠칸에서 발행하는 청년 만화잡지이다. 매월 19일 발매.

## 개요
2000년 7월 19일 당해 8월호로 창간. "울트라 점프"(슈에이샤) 나 "월간 매거진 Z"(코단샤) "챔피언 RED"(아키타 서점) 등과 같은 미디어 믹스계 월간 만화 잡지로 분류된다. 참고로 잡지에 실린 만화 시리즈는 "선데이 GX 코믹스"라는 이름의 단행본으로 출판된다.
제목은 자매 잡지인 주간 소년 선데이 및 주간 영 선데이와의 상표 공유 및 장르 명칭으로 더 많은 단어인 "선데이"을 사용한다. 잡지에 실린 작품은 일본 작품에 한정되지 않는데 그 예로서 한국의 만화 시리즈인 신암행어사 시리즈를 번역하고 형태를 뒤집어 연재를 했으며 일본 및 한국 애니메이션 동영상으로 현재 잡지의 이익에 도움이 되도록 했다.
9할 정도, 만화 작품이 차지하고 있으며, 아이돌 그라비어나 영화 · 텔레비전 · 애니메이션 등의 취미 일반 기사는 아주 적은 편이다 (연재 작품과 그 저자에 대한 페이지는 제외). 타사의 미디어 믹스계 월간지에 많이 접할 수 있는 예고없이 이루어지는 휴재와 미완성 원고의 개재는 본지에서는 거의 보이지 않는다. 서적 잡지로 만화 잡지로 전통과 마감을 지키면서 제작되고 있는 잡지라고 할 수 있다.

## 발행 부수
- 2004년 - 39,167부
- 2005년 - 39,000부
- 2006년 - 35,167부
- 2007년 - 30,583부
- 2008년 - 30,000부
- 2009년 - 27,667부
- 2010년 - 26,000부

## 관련 잡지
- 빅 코믹 스피리츠
- 주간 영 선데이